# Колодійчук Вадим Анатолійович
Вадим Анатолійович Колодійчук — український журналіст, телеведучий і медіаменеджер.

## Життєпис
Народився 15 травня 1990 року в місті Радомишль Житомирської області у родині вчителів.
З відзнакою закінчив Київський національний університет театру, кіно і телебачення імені Івана Карпенка-Карого за фахом «Диктор та ведучий програм телебачення». Навчався в аспірантурі. Наразі викладач журналістики.
З другого курсу університету вів ранкові новини на телеканалі UBC, після отримання бакалавра почав працювати в програмах «Репортер» та «Абзац» на Новому каналі, поєднуючи роботу і навчання у магістратурі. Згодом працював ведучим і редактором на «24 каналі», шеф-редактором телеканалу Obozrevatel TV.
З початком масштабного російського вторгнення 24 лютого 2022 року став одним з перших ведучих всеукраїнського телевізійного марафону «Єдині новини».
Одружений з телеведучою і журналісткою Оленою Морозовою.

## Участь у марафоні «Єдині новини»

Вадим Колодійчук бере інтерв'ю у міністра внутрішніх справ Дениса Монастирського в Анкарі після звільнення з російського полону п'ятьох командирів-захисників "Азовсталі" у Маріуполі

21 вересня 2022 року був єдиним українським та міжнародним журналістом у столиці Туреччини Анкарі, який висвітлював повернення з російського полону п'ятьох захисників «Азовсталі». 
Тоді під час спільних дій Офісу Президента України, Головного управління розвідки Міністерства оборони України, Служби безпеки України та Міністерства внутрішніх справ України звільнили командира полку «Азов» Дениса Прокопенка «Редіса», заступника командира полку «Азов» Святослава Паламаря «Калину», командира 36-ї окремої бригади морської піхоти Сергія Волинського «Волину», командира 12-ї бригади оперативного призначення ім. Дмитра Вишневецького Дениса Шлега та командира комендантської роти, який безпосередньо здійснював командування обороною "Азовсталі" Олега Хоменка.
Загалом того дня Україна повернула з російського полону 215 громадян. Як повідомив у ніч на четвер, 22 вересня, президент України Володимир Зеленський, 200 полонених обміняли на кума президента РФ Володимира Путіна Віктора Медведчука.

## Кар’єра
- 2010 – 2011 — ведучий ранкових новин, журналіст і диктор на телеканалі «UBC» (Український бізнес канал).
- 2012 – 2014 — кореспондент інформаційної програми «Репортер» та журналіст програми «Абзац» на «Новому каналі».
- 2014 – 2016 — випусковий редактор ранкових та ведучий денних випусків новин на «24 каналі».
- 2016 – 2017 — ведучий гостьової студії «Live» на «112 Україна».
- 2017 – 2021 — шеф-редактор телеканалу Obozrevatel TV і ведучий програм «Підсумки дня», «Гостре питання» та «Oboz Talk».
- З грудня 2021 — ведучий вечірнього інформаційно-аналітичного ток-шоу «Офіційно» на оновленому парламентському телеканалі «Рада». [5]
- З 24 лютого 2022 року — ведучий всеукраїнського телемарафону «Єдині новини».

## Освіта
- 2008 – 2013 — Київський національний університет театру, кіно і телебачення ім. І.К. Карпенка-Карого.
- 2021 – 2022 — University of Social Sciences (Польща).
- 2021 – 2022 — Catholic University in Ružomberok (Словаччина).
- 2024 — The Aspen Institute Kyiv. Курс "Медіа та реальність: виміри відповідальності".

## Нагороди
- Орден «За заслуги» III ст. (6 червня 2022) — За вагомий особистий внесок у розвиток вітчизняної журналістики та інформаційної сфери, мужність і самовідданість, виявлені під час висвітлення подій повномасштабного вторгнення Російської Федерації на територію України, багаторічну сумлінну працю та високу професійну майстерність.[6]